# باشگاه فوتبال استقلال تهران در فصل ۱۳۶۵
باشگاه فوتبال استقلال تهران در فصل ۱۳۶۵ چهل و یکمین فصل فعالیت تیم استقلال در فوتبال ایران بود. در این سال استقلال در در مسابقات جام باشگاه‌های تهران ۱۳۶۵ و همچنین جام حذفی تهران ۱۳۶۵ شرکت کرد. استقلال با شکست دادن پاس در بازی رده‌بندی به عنوان سومی بسنده کرد. استقلال در مسابقات جام حذفی نیز پس از گذر از مرحله اول از حضور در ادامه بازیها انصراف داد.

## مرور فصل
مسابقات قهرمانی باشگاههای تهران با شرکت ۱۸ تیم در دو گروه ۹ تیمی برگزار گردید که تیم استقلال در گروه اول بعد از شاهین به مقام دوم  رسید و در نیمه نهای مغلوب تیم پرسپولیس شد ولی در دیدار رده‌بندی توانست تیم پاس را شکست دهد و به مقام سوم باشگاههای تهران برسد. در مسابقات جام حذفی باشگاههای تهران تیم استقلال بعد از یک بازی مقابل تهران جوان به علت اعتراض بازیکنان مستعفی تیم ملی از ادامه مسابقات انصراف داد. اضافه شدن شکورزاده. کورش شهبازی‌فر، بیژن طاهری است اصغر رضایی و غلامرضا فتح‌آبادی به لیست بازیکنان استقلال از تغییرات مهم ابن سال بود. در اواسط سال محسن گروسی و رامین محتشمی نیز از جوانان استقلال که فاتح جام جوانان تهران شده بودند به تیم بزرگسالان پیوستند و عباس رضوی نیز مربی استقلال در چند بازی پایانی فصل شد. در این سال اولین دوره جام حذفی بعد از انقلاب نیز برگزار شد که استقلال در این دوره غایب بود و حضور نداشت.

### تغییرات مدیریتی
در دی ماه سال ۱۳۶۵ طی  اطلاعیه‌ای از سوی احمد در گاهی معاون نخست وزیر و سرپرست سازمان تربیت بدنی اعضای جدید هیئت سرپرستی باشگاه ورزشی استقلال که تحت پوشش سازمان ترتیب بدنی در سراسر کشور فعالیت داشتند به شرح زیر تعیین شد: محمد رحیمی، مجتبی کردنوری، محمود پازوکی، حسن میرزا آقابیک، نادر فریاد شیران. روز چهارشنبه سوم دی‌ماه ۱۳۶۵ طی جلسه‌ای که برگزار گردید عباس نیکویه به عنوان مدیر عامل باشگاه استقلال انتخاب گردید. از سوی عباس نیکویه معاونت فنی و امور فدراسیون‌های سازمان تربیت بدنی و مدیر عامل باشگاه استقلال، عباس رادان به سمت نایب رئیس، مجتبی کردنوری به سمت دبیر، محمد رحیمی خزانه دار و محمود پازوکی به سمت بازرس باشگاه استقلال منصوب و مشغول به کار شدند. هم چنین کردنوری با حفظ سمت به عنوان سرپرست تیم فوتبال استقلال نیز انتخاب شد.

### استعفای بازیکنان ملی‌پوش
پس از حذف ایران در مرحله پلی‌آف بازی های آسیایی ۱۹۸۶ سئول تعداد ۱۵ تن از بازیکنان تیم ملی با نوشتن طوماری از حضور در تیم ملی استعفا دادند که سیروس قایقران خیلی سریع امضای خود را پس گرفت تا ۱۴ نفر در این لیست باقی بمانند.در بین این بازیکنان چند بازیکن استقلال نیز دیده میشد. از جمله این بازیکنان اصغر حاجیلو بود که گفته میشود از عاملان اصلی این استعفا بود و هرگز استعفایش را نیز پس نگرفت. از دیگر بازیکنان استقلالی حاضر در این استعفا میتوان از برادران بیانی، عبدالعلی چنگیز، غلامرضا فتح‌آبادی نام برد. تصمیمات کمیته انضباطی فدراسیون فوتبال پیرامون استعفای این بازیکنان از تیم ملی به شرح زیر بود: محمد پنجعلی به مدت ۶ ماه از مسابقات داخلی و خارجی محروم گردید. حمید درخشان به مدت ۳ ماه از مسابقات داخلی و خارجی محروم گردید. اصغر حاجیلو به مدت ۳ ماه از مسابقات داخلی و خارجی محروم گردید. عبدالعلی چنگیز به مدت ۴ ماه از مسابقات داخلی و خارجی محروم گردید و برای این بازیکنانی که نامشان در لیست زیر آمده است نیز توبیخ کتبی صادر شد: مرتضی یکه، احمد سجادی، فرشاد پیوس، غلامرضا فتح‌آبادی، ناصر محمدخانی، مهدی ابطحی، مرتضی فنونی‌زاده، ضیاء عربشاهی، شاهرخ بیانی، شاهین بیانی.
در پی رای کمیته انضباطی باشگاه استقلال تهران نیر با صدور بیانیه‌ای از مسابقات جام حذفی تهران کنار کشید. متن اطلاعیه تیم استقلال به شرح زیر بود:

"به اطلاع دوستداران و علاقمندان فوتبال میرسانیم با توجه به تصمیم اعلام شده فدراسیون فوتبال جمهوری اسلامی ایران نسبت به بازیکنان مستعفی تیم ملی فوتبال، استقلال انصراف خود را از شرکت در مسابقات جام حذفی تهران اعلام میدارد ضمناً از مقامات استدعا دارد نسبت به محرومیت این بازیکنان رسیدگی مجدد بعمل آورند.

با آرزوی پیروزی حق علیه باطل

بازیکنان تیم فوتبال استقلال تهران"

## بازیکنان
ترکیب تیم استقلال در این سال متشکل از بازیکنان زیر بود: مجید رضایی، حسین تراب‌پور، حمید فرزام‌نیا، سعید جانفدا، حسن استیلی، مجید نامجومطلق، اصغر رضایی، رضا نعلچگر، جعفر مختاری‌فر، صادق ورمزیار، بیژن طاهری، بهتاش فریبا، نادر خمس‌آبادی،  غلامرضا فتح‌آبادی، علی شوری، اصغر حاجیلو، پرویز مظلومی.
سرمربی تیم: منصور پورحیدری، مربی تیم : عباس رضوی

## بازی‌ها

### جام باشگاههای تهران

#### مرحله گروهی
منبع
| ۱۶ اسفند ۱۳۶۴ ۱ | استقلال تهران | ۱–۱ | برق تهران                                          | تهران                                             |
|                 | غنی‌زاده ۸۲'   |     | مصطفی باباخانی ۲۶' · جلال قائم مقامی · سعید مهدیون | ورزشگاه: شیرودی تماشاگران: ۲۵۰۰۰ داور: محمد صالحی |

| ۲۳ اسفند ۱۳۶۴ ۲ | استقلال تهران | ۰–۰ | پتروشیمی تهران | تهران                                              |
|                 |               |     | مرتضی نامور    | ورزشگاه: شیرودی تماشاگران: ۲۵۰۰۰ داور: بهمن بهلولی |

| ۷ فروردین ۱۳۶۵ ۳ | استقلال تهران                    | ۳–۲ | راه‌آهن تهران                                                             | تهران                                               |
|                  | نامجومطلق ۵' · فتح‌آبادی ۱۱'، ۷۸' |     | رضا عباسی ۴۳' (پنالتی) · مصطفی موسوی ۷۶'، · پرویز باستانی '؟ · عباس چشمه | ورزشگاه: شیرودی تماشاگران: ۳۰۰۰۰ داور: جمشید اخباری |

| ۲۲ فروردین ۱۳۶۵ ۴ | استقلال تهران | ۱–۰ | گسترش تهران | تهران                                               |
|                   | نامجومطلق ۷۲' |     |             | ورزشگاه: شیرودی تماشاگران: ۲۵۰۰۰ داور: حمید خوشخوان |

| ۲۹ فروردین ۱۳۶۵ ۵ | استقلال تهران | ۱–۰ | ستاد مشترک تهران | تهران                                              |
|                   | طاهری ۲۵'     |     |                  | ورزشگاه: شیرودی تماشاگران: ۲۸۰۰۰ داور: منوچهر نظری |

| ۲ اردیبهشت ۱۳۶۵ ۶ | استقلال تهران          | ۲–۰ | نفت تهران                     | تهران                                               |
|                   | احدی ۷' · فتح‌آبادی ۸۱' |     | بهرام میرشیبانی شاهپور عبدگلی | ورزشگاه: شیرودی تماشاگران: ۲۵۰۰۰ داور: حمید خوشخوان |

| ۵ اردیبهشت ۱۳۶۵ ۷ | استقلال تهران                         | ۳–۱ | اکباتان تهران                                    | تهران                                              |
|                   | چنگیز ۴۰' · نامجومطلق ۵۳' · فریبا ۹۰' |     | منوچهر قبولی ۹' · هادی آهنگران · اصغر حاج علی‌پور | ورزشگاه: شیرودی تماشاگران: ۲۵۰۰۰ داور: بهمن بهلولی |

| ۹ اردیبهشت ۱۳۶۵ ۸ | استقلال تهران | ۱–۱   | شاهین تهران                                         | تهران                                            |
|                   | چنگیز ۷۱'     | گزارش | محمود پازوکی ۸۳' (پنالتی) · محرمی · اردستانی · باوی | ورزشگاه: آزادی تماشاگران: ۴۰۰۰۰ داور: محمد صالحی |

#### جایگاه در جدول

تصویری از تیم استقلال در جام باشگاههای تهران در سال ۱۳۶۵

| رتبه | باشگاه        | بازی | برد | مساوی | باخت | گل‌زده | گل‌خورده | تفاضل گل | امتیاز |
| ---- | ------------- | ---- | --- | ----- | ---- | ----- | ------- | -------- | ------ |
| ۱    | شاهین‌ تهران   | ۸    | ۶   | ۲     | ۰    | ۱۷    | ۴       | ۱۳       | ۱۴     |
| ۲    | استقلال تهران | ۸    | ۵   | ۳     | ۰    | ۱۲    | ۵       | ۷        | ۱۳     |
| ۳    | اکباتان تهران | ۸    | ۳   | ۴     | ۱    | ۹     | ۷       | ۲        | ۱۰     |

منبع 
◇==== مرحله نهایی ====

### جام حذفی تهران
| ۲۵ آبان ۱۳۶۵ یک شانزدهم نهایی | استقلال تهران                | ۱–۰ | تهران‌جوان                  | تهران                                             |
|                               | نامجومطلق ۷' · رجبی · حاجیلو |     | علیرضا صالحی غلامرضا صالحی | ورزشگاه: شیرودی تماشاگران: ۱۵۰۰۰ داور: محمد صالحی |

تیم استقلال بعد از ماجرای استعفای تعدادی از بازیکنان از تیم ملی فوتبال ایران از ادامه بازیهای جام حذفی انصراف داد.

### جام هفته جَنگ
منبع
| ۱۵ مهر ۱۳۶۵ ۱ | استقلال تهران                       | ۳–۳ | منتخب کارگران                                                      | تهران                                             |
|               | مظلومی ۴' · طاهری ۱۴'، ۸۲' · نعلچگر |     | بهروز تابانی ۲۷' · فرامرز عزتی ۴۲' · محمد خضرایی ۵۴' · اصغر الماسی | ورزشگاه: شیرودی تماشاگران: ۱۰۰۰۰ داور: محمد ریاحی |

| ۱۷ مهر ۱۳۶۵ ۲ | استقلال تهران                     | ۳–۰ | بنیاد شهید تهران | تهران                                                  |
|               | طاهری ۲۸' · فریبا ۸۳' · محتشم ۹۰' |     |                  | ورزشگاه: شیرودی تماشاگران: ۷۰۰۰ داور: مهدی ابراهیم‌زاده |

| ۲۲ مهر ۱۳۶۵ ۳ | استقلال تهران | ۰–۰ | پاس تهران | تهران                                             |
|               | رجبی حاجیلو   |     |           | ورزشگاه: شیرودی تماشاگران: ۱۲۰۰۰ داور: محمد صالحی |

### بازی دوستانه
منبع
| ۱۲ بهمن ۱۳۶۴ دوستانه ۱ | بابک میلان | ۲–۲ | استقلال تهران | تهران |
|                        |            |     | رجبی · مظلومی |       |

| ۹ اسفند ۱۳۶۴ دوستانه ۲ | استقلال تهران | ۱–۰ | نیروی هوایی | تهران                         |
|                        | فتح‌آبادی      |     |             | ورزشگاه: زمین چمن نیروی هوایی |

| تیر ۱۳۶۵ دوستانه ۴ | دارایی قائمشهر | ۰ – ۵ | استقلال تهران  | قائمشهر |
|                    |                |       | مظلومی · چنگیز |         |

| تیر ۱۳۶۵ دوستانه ۵ | نساجی قائمشهر | ۵ – ۱ | استقلال تهران | قائمشهر            |
|                    |               |       |               | ورزشگاه: شهید وطنی |

| ۲۳ تیر ۱۳۶۵ دوستانه ۶ | استقلال تهران                              | ۴ – ۲ | متحد تهران                      | تهران                                                     |
|                       | مظلومی ۱۰'، ۶۷' · چنگیز ۶۰' · مختاری‌فر ۷۲' |       | وحید امیری ۲۵' · محسن گلدهی ۵۳' | ورزشگاه: استقلال شرق تماشاگران: ۸۰۰۰ داور: منوچهر ایلدروم |

| مرداد ۱۳۶۵ دوستانه ۷ | استقلال ساری | ۰ – ۰ | استقلال تهران | ساری |

| مرداد ۱۳۶۵ دوستانه ۸ | منتخب مازندران | ۱ – ۱ | استقلال تهران | ساری |

| ۱۴ شهریور ۱۳۶۵ دوستانه ۹ | استقلال تهران                    | ۲ – ۲ | پاس تهران                                      | تهران                            |
|                          | طاهری ۵' · ملکیان ۳۴' · فرزام‌نیا |       | مجید داناپور ۱۰' · علی مناجاتی ۷۹' · استیلی '؟ | ورزشگاه: شیرودی داور: محمد ریاحی |

| ۷ آبان آ۱۳۶۵ تاریخ احتمالی دوستانه ۱۰ | هیات فوتبال یزد        | ۴ – ۱ | استقلال تهران | یزد |
|                                       | عادل‌زاده · مجید دورانی |       | مظلومی        |     |

| ۱۲ آبان ۱۳۶۵ دوستانه ۱۱ | منتخب اسلامشهر | ۰ – ۲ | استقلال تهران             | اسلامشهر                                   |
|                         |                |       | طاهری ۸۴' · نامجومطلق ۸۶' | ورزشگاه: شهدای اسلامشهر داور: حمید خوشخوان |

| ۱۵ دی ۱۳۶۵ دوستانه ۱۲ | استقلال تهران                                 | ۳ – ۰ | مهاجرین جنگ تحمیلی | تهران                                                   |
|                       | نعلچگر ۵۰' · مظلومی ۷۰' · رجبی ۷۵' · فرزام‌نیا |       |                    | ورزشگاه: شیرودی تماشاگران: ۱۰۰۰۰ داور: مهدی ابراهیم‌زاده |

| ۱۰ بهمن ۱۳۶۵ دوستانه ۱۳ | بسیج مازندران | ۱ – ۱ | استقلال تهران | ساری             |
|                         |               |       |               | تماشاگران: ۱۰۰۰۰ |

## آمار فصل

### عملکرد کلی تیم در فصل
| عنوان بازیها    | بازی | برد | مساوی | باخت | گل‌زده | گل‌خورده | تفاضل | درصد برد |
| --------------- | ---- | --- | ----- | ---- | ----- | ------- | ----- | -------- |
| باشگاههای تهران | ۱۰   | ۶   | ۳     | ۱    | ۱۴    | ۸       | ۶     | ۶۰٪      |
| جام حذفی تهران  | ۱    | ۱   | ۰     | ۰    | ۱     | ۰       | ۱     | ۱۰۰٪     |
| جمع             | ۱۱   | ۷   | ۳     | ۱    | ۱۵    | ۸       | ۷     | ۶۴٪      |

### تعداد بازی
| #  | بازیکن           | تعداد بازی | تعداد بازی     | تعداد بازی |
| #  | بازیکن           | لیگ تهران  | جام حذفی تهران | جمع        |
| -- | ---------------- | ---------- | -------------- | ---------- |
| ۱  | غلامرضا فتح‌آبادی | ۱۰         | ۱              | ۱۱         |
| ۲  | مجید نامجومطلق   | ۱۰         | ۱              | ۱۱         |
| ۳  | رضا رجبی         | ۱۰         | ۱              | ۱۱         |
| ۴  | رضا احدی         | ۱۰         | ۰              | ۱۰         |
| ۵  | بهتاش فریبا      | ۹          | ۱              | ۱۰         |
| ۶  | بیژن طاهری       | ۹          | ۱              | ۱۰         |
| ۷  | رسول غنی‌زاده     | ۹          | ۱              | ۱۰         |
| ۸  | شاهین بیانی      | ۹          | ۱              | ۱۰         |
| ۹  | سعید مراغه‌چیان   | ۹          | ۰              | ۹          |
| ۱۰ | عبدالعلی چنگیز   | ۹          | ۰              | ۹          |
| ۱۱ | جعفر مختاری‌فر    | ۸          | ۰              | ۸          |
| ۱۲ | پرویز مظلومی     | ۵          | ۱              | ۶          |
| ۱۳ | مجید رضایی       | ۵          | ۱              | ۶          |
| ۱۴ | ناصر حجازی       | ۳          | ۰              | ۳          |
| ۱۵ | اصغر حاجیلو      | ۲          | ۱              | ۳          |
| ۱۶ | کوروش شهبازی‌فر   | ۲          | ۰              | ۲          |
| ۱۷ | مرتضی نوروزی‌نژاد | ۲          | ۰              | ۲          |
| ۱۸ | صادق ورمزیار     | ۱          | ۱              | ۲          |
| ۱۹ | رامین محتشمی     | ۰          | ۱              | ۱          |
| ۲۰ | اصغر رضایی       | ۰          | ۱              | ۱          |

### کاپیتان‌های فصل
| رده | نام            | باشگاههای تهران | جام حذفی تهران | جمع |
| --- | -------------- | --------------- | -------------- | --- |
| ۱   | سعید مراغه‌جیان | ۶               | ۰              | ۶   |
| ۲   | ناصر حجازی     | ۳               | ۰              | ۳   |
| ۳   | پرویز مظلومی   | ۱               | ۱              | ۲   |

- فقط کاپینانهایی که بازی را شروع کرده‌اند در این جدول قرار گرفته‌اند و کاپیتانهای تعویضی محاسبه نشده‌اند.

## تیم جوانان
تیم فوتبال جوانان استقلال برای دومین سال متوالی به مقام قهرمانی مسابقات قهرمانی باشگاههای تهران رسید. تیم استقلال ابتدا در نیمه‌نهایی تیم جوانان بانک ملی را شکست داد و در بازی فینال نیز توانست تیم جوانان هرازدان را با نتیجه ۳ بر صفر شکست دهد. مربیگری تیم جوانان استقلال را آقای محمد صلاحی بر عهده داشت

## سایر ورزشها
منبع
- در مسابقات بسکتبال کمک به سیل زدگان که با شرکت ۶ تیم برگزار گردید، تیم بسکتبال استقلال به مقام قهرمانی این دوره رسید.
- در مسابقات بسکتبال دسته اول بانوان باشگاههای تهران تیم بسکتبال استقلال به مقام نایب قهرمانی این دوره مسابقات دست یافت.
- در مسابقات والیبال قهرمانی باشگاههای تهران تیم والیبال استقلال پس از تیم دخانیات به مقام نایب قهرمانی دست یافت
- در مسابقات والیبال دسته‌جات آزاد بانوان تهران که بین ۴۰ تیم برگزار شد تیم بانوان استقلال به مقام قهرمانی رسید.
- زمین فوتبال باشگاه رسالت (استقلال شرق) به مدت سه روز در هفته جهت تمرینات تیم استقلال اختصاص یافت.